# 국가사회주의 일본 노동자당
국가사회주의 일본 노동자당(일본어: 国家社会主義日本労働者党, 독일어: Nationalsozialistishe Japanische Arbeiterpartei, 약칭 NSJAP)은 나치즘 또는 신나치주의를 추종하는 일본의 우익단체이다.

## 개요
이 단체는, 정치단체로서는 매우 오래된 제2차 세계 대전 이후에 국가사회주의민주청년동맹이라는 단체를 모체로 하여, 별도의 우익 단체와 합병하여 1980년대 이후에 당을 결성했다고 주장하고 있다.
이 단체의 주재자는 아돌프 히틀러의 사상에 깊이 공감한 회사경영자라고 하며 주요 정책 및 주장으로서 신나치주의의 기치하에 연합군 최고사령부(GHQ) 등에 의하여 구축된 현대 일본의 전후 체제의 탈피, 반(反)시온주의, 미국 및 이스라엘에 대한 반대 입장도 표명하고 있다. 또한 뉴커머로 대표되는 이주노동자에 대한 배척을 부르짖고 있다.
1990년대에 인터넷상에 웹사이트를 설립하여 가두선전 등의 활동상황을 보고 하거나, 집회참가자를 모집하는 등의 활동 등으로 단체의 주장을 개제하였고, 또한 이메일 등을 통하여 차기집회 및 학습회 일정 등을 통지하였으나, 웹사이트 소멸 이후의 활동은 현재 알 수 없다.
아사히 신문 사회면에서 “구성원은 20명 정도이지만, 일본국내의 외국인노동자에게는 위협이 되고 있다”라는 보도가 난 적이 있으나, 일본의 현행법상, 실제 위법행위가 없는 한 이러한 정치행동을 단속할 법적 근거는 없다.
우익계 출판사인 라이인출판의 모체로 여겨지고 있으며, 현재는 다시 일본어판, 영어판, 독일어판으로 웹사이트를 운영하고 있다.
신나치주의 성향을 띠는 국제 정당 조직인 국가사회주의 세계 연합에도 가입되어 있다.
또한 국가사회주의 일본 노동자당은, 욱일기와 전범 상징, 제2차 세계 대전 당시의 일본 제국 프로파간다 선전물을 게시하고 배포하는 페이스북 공개 그룹도 운영하고 있으며, 또한 극우적 논조와 파시즘, 제국주의, 반공주의, 인종 차별 성향의 글을 게시하는 공식 트위터 계정을 운영하고 있기도 하다. 이들은 트위터를 통해서 "이민 반대" 와 같은 포스터나, 흑인 소년범의 사진과 함께 인종 차별 적인 논조의 글을 게시하기도 했으며, 홀로코스트 부인, 반유대주의 성향의 글을 게시하고, 다른 일본 극우 세력들과 관계를 맺고 있다.
또한 이 당은 2003년 10월 17일, 조지 부시 미국 대통령이 방문했을 당시에 항의 시위와 행진을 감행하였으며, 1993년에는 하켄크로이츠가 있는 나치 독일의 국기를 들고 "외국인 불법 노동자"를 규탄하는 시위를 벌였기도 하였다.
또한 이 당은 자당의 웹사이트에 "시온주의자가 팔레스타인에 저지른 홀로코스트" 라면서 팔레스타인 인들이 고통받는 사진을 게시하고 시온주의를 규탄하는 논조의 글을 게시하기도 했다.
또 국가사회주의 일본 노동자당은, 조선민주주의인민공화국에 적극 반대하는 입장을 표명 중이며, 일본 사회민주당은 조선로동당과 같다고 주장하기도 하였다.
또한 당원들은 일반적으로 나치 경례를 하며, 일본 언론의 자유가 위험하다면서 블루 리본 캠페인에 참여 중이기도 하다. 또한 이슬람교에 대한 반대입장을 보이고 있기도 하다.

## 같이 보기
- 명예 아리아인
- 일본의 민족 문제